# End of Time (canção de Zara Larsson)
"End of Time" é uma canção da cantora sueca Zara Larsson, lançada em 19 de maio de 2023 pela Sommer House e Epic Records como o segundo single de seu quarto álbum de estúdio Venus (2024). Foi escrita por Rick Nowels e Casey Smith e produzida por Austin Corona, Danja e Nowels. O videoclipe da música foi lançado no mesmo dia.

## Composição e letras
Um comunicado de imprensa descreveu a música como uma "balada poderosa em parte sinfônica, em parte dance-banger distópica" e como sendo inspirada em "Rihanna e ABBA da era Loud". A artista descreveu a música como "dançante" e "pop" em uma entrevista à Uproxx. Sua letra refere-se à superação de traumas do passado encontrando força no presente.

## Videoclipe
O vídeo foi lançado juntamente com a música e foi dirigido pelos Baker Twins. Larsson referiu-se a isso como sua "versão de uma história de amor eterna". No vídeo, Larsson conhece seu eu mais jovem e “transmite um pouco de sabedoria”, que foi descrita como “terapia visual” pela revista Clash.

## Faixas e formatos
| - Download digital / streaming 1. "End of Time" — 3:29 - End of Time — Nightcore Remix 1. "End of Time" (Nightcore Remix) — 3:15 2. "End of Time" (Low & Slow) — 3:56 - Pacote de streaming — End of Time — Nightcore Remix 1. "End of Time" (Nightcore Remix) — 3:15 2. "End of Time" (Low & Slow) — 3:56 3. "End of Time" — 3:29 - End of Time — (Justin Caruso Remix + Sped Up Version) 1. "End of Time" (Justin Caruso Remix) — 2:33 2. "End of Time" (Sped Up) — 3:04 - Pacote de streaming — End of Time — (Justin Caruso Remix) 1. "End of Time" (Justin Caruso Remix) — 2:33 2. "End of Time" (Sped Up) — 3:04 3. "End of Time" (Nightcore Remix) — 3:15 4. "End of Time" (Low & Slow) — 3:56 5. "End of Time" — 3:29 | - End of Time — (SPINALL Remix) 1. "End of Time" (SPINALL Remix) — 3:41 - Pacote de streaming — End of Time — (SPINALL Remix) 1. "End of Time" (SPINALL Remix) — 3:41 2. "End of Time" (Justin Caruso Remix) — 2:33 3. "End of Time" (Sped Up) — 3:04 4. "End of Time" (Nightcore Remix) — 3:15 5. "End of Time" (Low & Slow) — 3:56 6. "End of Time" — 3:29 - End of Time — (Kungs Remix) 1. "End of Time" (Kungs Remix) — 2:34 - Pacote de streaming — End of Time — (Kungs Remix) 1. "End of Time" (Kungs Remix) — 2:34 2. "End of Time" (SPINALL Remix) — 3:41 3. "End of Time" (Justin Caruso Remix) — 2:33 4. "End of Time" (Sped Up) — 3:04 5. "End of Time" (Nightcore Remix) — 3:15 6. "End of Time" (Low & Slow) — 3:56 7. "End of Time" — 3:29 |

## Desempenho nas tabelas musicais
| País — Tabela musical (2023) | Melhor posição |
| ---------------------------- | -------------- |
| Coreia do Sul (Circle)       | 153            |
| Eslováquia (Rádio Top 100)   | 67             |
| Suécia (Sverigetopplistan)   | 52             |

## Histórico de lançamento
| Região | Data                | Formato                    | Versão                                | Gravadora         | Ref.                 |
| ------ | ------------------- | -------------------------- | ------------------------------------- | ----------------- | -------------------- |
| Várias | 19 de maio de 2023  | Download digital streaming | Original                              | Sommer House Epic | [ 6 ] [ 7 ]          |
| Várias | 23 de junho de 2023 | Download digital streaming | Nightcore Remix                       | Sommer House Epic | [ 8 ] [ 19 ] [ 9 ]   |
| Várias | 30 de junho de 2023 | Download digital streaming | Justin Caruso Remix + Sped Up Version | Sommer House Epic | [ 10 ] [ 20 ] [ 11 ] |
| Várias | 7 de julho de 2023  | Download digital streaming | SPINALL Remix                         | Sommer House Epic | [ 12 ] [ 21 ] [ 13 ] |
| Várias | 14 de julho de 2023 | Download digital streaming | Kungs Remix                           | Sommer House Epic | [ 14 ] [ 22 ] [ 15 ] |